# Paolo Bacigalupi
Paolo Tadini Bacigalupi (ur. 6 sierpnia 1972) – amerykański autor fantastyki, którego twórczość zalicza się do nurtu fantastyki ekologicznej. Laureat licznych nagród, m.in. Nebuli, Hugo, Campbella i Locusa.

## Życiorys
Pisarz urodził się na początku lat 70. XX wieku; wychowywał się w hippisowskiej rodzinie w małym miasteczku Paonia w stanie Kolorado. W college w Oberlin w stanie Ohio uczył się języka chińskiego. Następnie wyjechał kontynuować studia do Chin, najpierw w mieście Kunming w południowo-zachodnich Chinach, a następnie w Pekinie. Tam przez jakiś czas pracował, a potem podróżował po krajach Południowo-Wschodniej Azji. Po powrocie do USA mieszkał w Bostonie, gdzie pracował w firmie, tworzącej strony internetowe, wtedy też zaczął pisać fantastykę. Na jakiś czas powrócił do Chin, zbierając materiały do książki, w końcu osiadł w rodzinnym stanie Kolorado.
Ma żonę i syna.

### Twórczość i nagrody
Pierwszym utworem Bacigalupiego, opublikowanym w marcu 1999, było opowiadanie Kieszeń pełna dharmy (Pocketful of Dharma). Ukazało się ono, podobnie jak większość jego opowiadań, w „The Magazine of Fantasy & Science Fiction”. Publikował również w „Asimov’s Science Fiction” i antologiach.
Pierwszym nagrodzonym utworem pisarza było opowiadanie Kaloryk, które w 2006 otrzymało nagrodę im. Theodore’a Sturgeona. W 2008 zdobył dwie nagrody Locusa za zbiór Pompa nr 6 i inne opowiadania oraz za tytułowe opowiadanie. Debiutancka powieść, Nakręcana dziewczyna, zdobyła w 2010 wszystkie najważniejsze nagrody branżowe. Nominowane do nagród Hugo, Nebula lub Sturgeona były także krótkie formy: Fletka, Ludzie piasku i popiołu, Kaloryk, Człowiek z żółtą kartą, Hazardzista, zaś powieść Złomiarz była kilkukrotnie nominowana do nagród dla młodych czytelników (np.: Los Angeles Times Book Prize for Young Adult Novel, National Book Award for Young People’s Literature).
W Polsce jego opowiadania ukazały się w „Nowej Fantastyce”, „F&SF Edycja Polska” i antologii Kroki w nieznane 2009. Większość twórczości wydaje w Polsce Wydawnictwo Mag: w 2011 wydało w jednym woluminie powieść Nakręcana dziewczyna, zbiór opowiadań Pompa numer sześć oraz krótką formę Maleńkie ofiary, w 2010 wydało młodzieżową powieść Złomiarz, zaś w 2015 Wodny nóż. Wydawnictwo Literackie w 2012 wydało powieść Zatopione miasta.

## Twórczość

### Powieści
- Nakręcana dziewczyna (The Windup Girl, 2009) – wyd. pol. w: Nakręcana dziewczyna. Pompa numer sześć, Wydawnictwo Mag, 2011
- Trylogia Złomiarza
  - Złomiarz (Ship Breaker, 2010) – wyd. pol. Wydawnictwo Mag, 2013[4]
  - Zatopione miasta (The Drowned Cities, 2012) – wyd. pol. Wydawnictwo Literackie, 2012[5]
  - Tool of War (2017)
- Zombie Baseball Beatdown (2013)
- The Doubt Factory (2014)
- Wodny nóż (The Water Knife 2015) – wyd. pol. Wydawnictwo Mag, 2015
- Navola (2024)

### Zbiory opowiadań
- Pompa nr 6 i inne opowiadania (Pump Six and Other Stories, 2008) – wyd. pol. w: Nakręcana dziewczyna. Pompa numer sześć, Wydawnictwo Mag, 2011
  - Kieszeń pełna dharmy (Pocketful of Dharma 1999)
  - Fletka (The Fluted Girl 2003)
  - Ludzie piasku i popiołu (The People of Sand and Slag, 2004), także w: Kroki w nieznane 2009, Solaris, Stawiguda 2009, ISBN 978-83-7590-044-6
  - Paszo (The Pasho 2004)
  - Kaloriarz (The Calorie Man, 2005) – także pod tyt. Kaloryk w: „Fantasy & Science Fiction Edycja Polska” 2/2010
  - Łowca tamaryszków (The Tamarisk Hunter 2006)
  - Regulator (Pop Squad 2006)
  - Człowiek z żółtą kartą (Yellow Card Man, 2006) – także w: „Nowa Fantastyka” 08/2007
  - Miękki (Softer 2007)
  - Pompa numer 6 (Pump Six 2008)
- The Tangled Lands (2018, współaut. Tobias S. Buckwell)

### Inne opowiadania
- Maleńkie ofiary (Small Offerings 2007) – wyd. pol. w: Nakręcana dziewczyna. Pompa numer sześć, Wydawnictwo Mag, 2011
- Hazardzista („The Gambler”, 2008) – wyd. pol. w: „Nowa Fantastyka” 07/2009
- Alchemik („The Alchemists”, 2011) – wyd. pol. w: „Fantastyka – wydanie specjalne” 4/2011
- Moriabe's Children (2014)
- Shooting the Apocalypse (2014)
- A Hot Day's Night (2015)
- City of Ash (2015)
- Mika Model (2015)
- A Passing Sickness (2017)
- Fixable (2019)
- American Gold Mine (2019)
- A Full Life (2019)
- Efficiency (2021)

## Nagrody
- Kaloryk – Theodore Sturgeon Award (2006)
- Pompa numer 6 – Nagroda Locusa dla najlepszej noweli (2009)
- Pompa nr 6 i inne opowiadania – Nagroda Locusa dla najlepszego zbioru (2009)
- Nakręcana dziewczyna – Nagroda Hugo za najlepszą powieść, Nebula za najlepszą powieść, Nagroda im. Johna W. Campbella za powieść, Nagroda Locusa za debiut powieściowy, Nagroda Comptona Crooka (2010), Nagroda im. Kurda Lasswitza za najlepszą powieść obcojęzyczną, Seiun Award za najlepszą powieść przetłumaczoną (2012)
- Złomiarz – Nagroda Locusa za najlepszą powieść młodzieżową, Michael L. Printz Award (2011)
- Galaxy Award (Chiny) dla najpopularniejszego pisarza zagranicznego (2011)
- Kieszeń pełna dharmy – Seiun Award (2013)
- The Tangled Lands (współaut. Tobias S. Buckwell) – World Fantasy Award za najlepszy zbiór (2019)